# Camioneros de Coslada 2015
Questa voce raccoglie le informazioni riguardanti i Camioneros de Coslada nelle competizioni ufficiali della stagione 2015.

## LNFA Serie B 2015

### Stagione regolare
| 17-18 gennaio 2015 1ª giornata | Camioneros de Coslada | 21 – 6 referto | Zaragoza Hurricanes |  |

| Coslada 25 gennaio 2015, ore 12:00 2ª giornata | Camioneros de Coslada | 13 – 7 | Las Rozas Black Demons | Polideportivo Valleaguado |

| Maracena 15 febbraio 2015, ore 12:00 4ª giornata | Granada Lions | 26 – 7 referto | Camioneros de Coslada | Campo Municipal |

| Coslada 1º marzo 2015, ore 12:00 5ª giornata | Camioneros de Coslada | 6 – 7 referto | Barberá Rookies | Polideportivo Valleaguado |

| 7-8 marzo 2015 6ª giornata | Zaragoza Hurricanes | 0 – 39 referto | Camioneros de Coslada |  |

| Las Rozas de Madrid 21 marzo 2015, ore 18:00 7ª giornata | Las Rozas Black Demons | 19 – 2 referto | Camioneros de Coslada | Estadio de Rugby El Cantizal |

| Coslada 12 aprile 2015, ore 14:00 9ª giornata | Camioneros de Coslada | 9 – 26 referto | Granada Lions | Polideportivo Valleaguado |

| Barberà del Vallès 19 aprile 2015, ore 11:00 10ª giornata | Barberá Rookies | 30 – 7 referto | Camioneros de Coslada | Estadio Municipal de Barberá |

## Statistiche di squadra
| Competizione             | %Vittorie | In casa | In casa | In casa | In casa | In casa | In casa | In trasferta | In trasferta | In trasferta | In trasferta | In trasferta | In trasferta | Totale | Totale | Totale | Totale | Totale | Totale |
| Competizione             | %Vittorie | G       | V       | N       | P       | Pf      | Ps      | G            | V            | N            | P            | Pf           | Ps           | G      | V      | N      | P      | Pf     | Ps     |
| ------------------------ | --------- | ------- | ------- | ------- | ------- | ------- | ------- | ------------ | ------------ | ------------ | ------------ | ------------ | ------------ | ------ | ------ | ------ | ------ | ------ | ------ |
| LNFA-B Stagione regolare | .375      | 4       | 2       | 0       | 2       | 49      | 46      | 4            | 1            | 0            | 3            | 55           | 75           | 8      | 3      | 0      | 5      | 104    | 121    |
| Totale                   | .375      | 4       | 2       | 0       | 2       | 49      | 46      | 4            | 1            | 0            | 3            | 55           | 75           | 8      | 3      | 0      | 5      | 104    | 121    |